# Ulricehamn
Ulricehamn è una città della Svezia, capoluogo del comune omonimo, nella contea di Västra Götaland. Ha una popolazione di 9.787 abitanti.